# Facultad de Ciencias de la Educación (UNER)

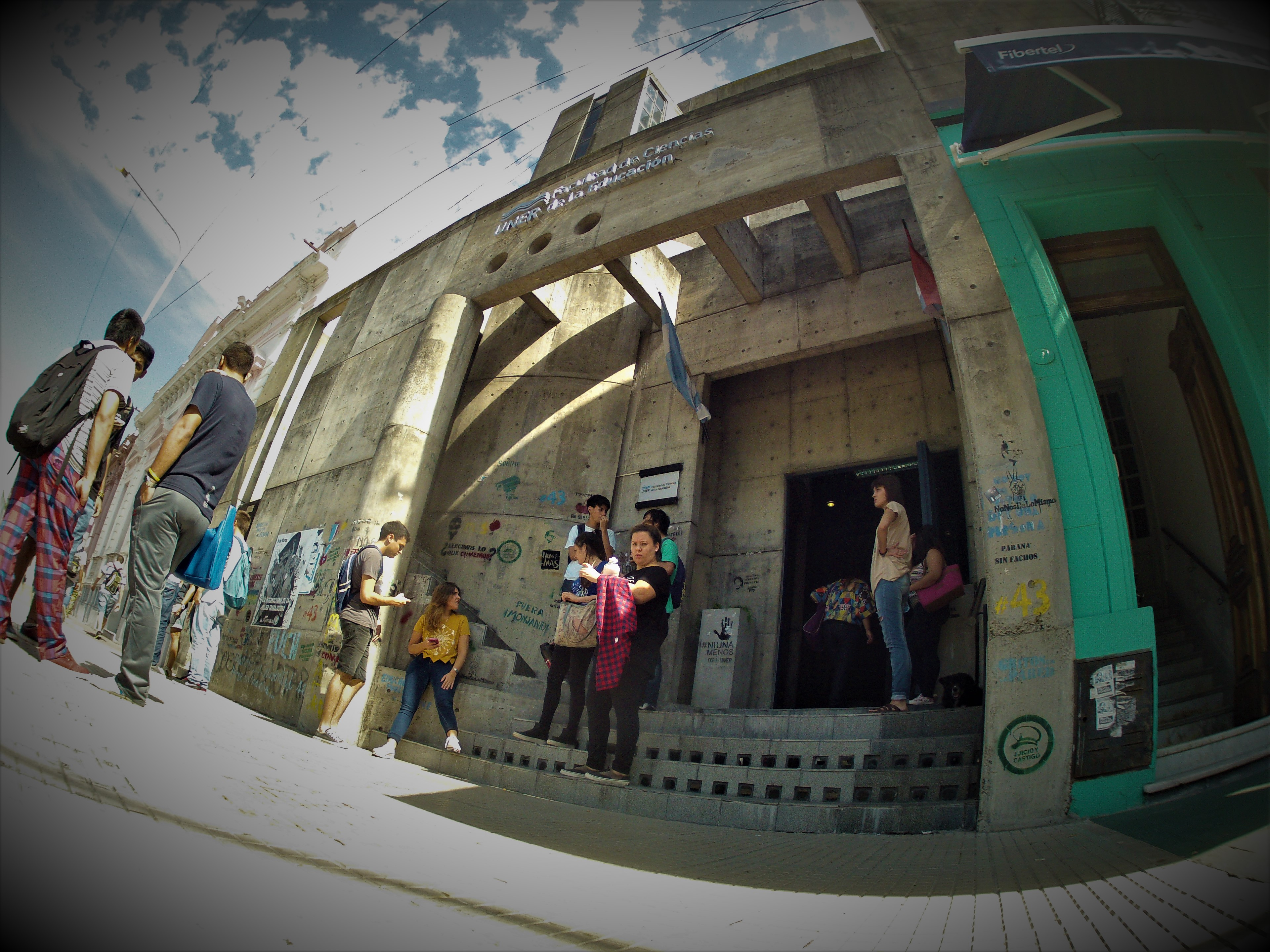
Facultad de Ciencias de la Educación UNER - Anexo - Sede Académica

La Facultad de Ciencias de la Educación (FCEDU-UNER) es una de las nueve facultades de la Universidad Nacional de Entre Ríos. Está ubicada en la ciudad de Paraná, capital de la provincia de Entre Ríos.
Actualmente, la FCEDU ofrece las carreras de Tecnicatura, Licenciatura y Profesorado en Comunicación Social; la Licenciatura y Profesorado en Ciencias de la Educación; las Licenciaturas en Educación Inicial, Educación Primaria y Análisis e Intervención en Instituciones Educativas; las Tecnicaturas en Gestión Cultural y Producción Editorial y diversas propuestas de formación de posgrado.
Es una institución integrante del sistema público de educación superior argentina que, como enuncia el estatuto de la Universidad Nacional de Entre Ríos, "garantiza la gratuidad de sus estudios de grado, siendo el Estado el responsable de asegurar su financiamiento, por considerar a la educación un derecho y un bien social. Para el ingreso a sus carreras de grado no existen medidas de carácter selectivo, ni que restrinjan el acceso a las mismas, con el fin de ampliar cada vez más las posibilidades de la educación superior".

## Historia

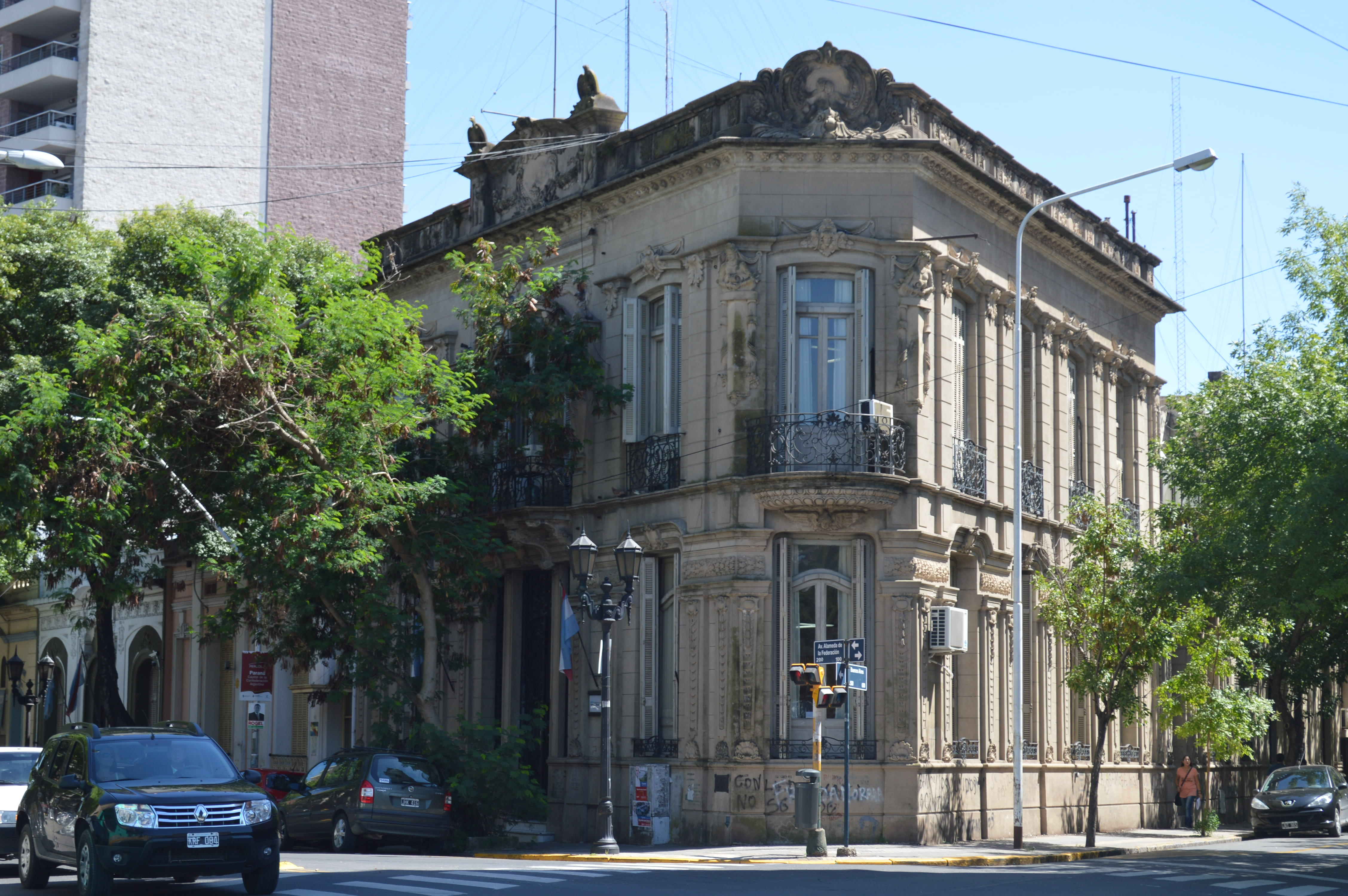
Sede de gobierno - Facultad de Ciencias de la Educación

Creada en 1920, en sus inicios la Facultad de Ciencias de la Educación formaba parte de la Universidad Nacional del Litoral, que contaba con sedes en Paraná, Rosario y Santa Fe. Por ese entonces, la FCEDU brindaba formación en Filosofía y Letras, Enseñanza Universitaria, Enseñanza Secundaria, Normal y Especial en Pedagogía, Filosofía, Letras, Historia y Geografía, Química y Mineralogía, Ciencias Agrarias, Lenguas Vivas, entre otras.
Los gobiernos dictatoriales de Argentina condujeron a su cierre entre 1931 y 1951. En su reapertura, la FCEDU pasó a depender de la Facultad de Filosofía, Letras y Educación de Rosario de la Universidad Nacional del Litoral.
Finalmente, el 10 de mayo de 1973, con la creación de la Universidad Nacional de Entre Ríos la Facultad de Ciencias de la Educación adquiere su pertenencia a la UNER.

### Período de Intervención
El 25 de mayo de 1973 fue designada la Profesora de Ciencias de la Educación Susana Froy de Boeykens como la primera decana con dependencia a la UNER. Dicha designación obtuvo una inmediata respuesta por parte del gobernador provincial de aquel entonces, Enrique Tomás Cresto, que definió a la facultad de Ciencias de la Educación como “el foco montonero en Paraná”. Las autoridades de aquel entonces planificaron una intervención, por lo que el 11 de mayo de 1974 el Centro de Estudiantes de la Facultad de Ciencias de la Educación en conjunto con más estudiantes tomaron la facultad en medida de protesta y en defensa de la actual decana. En la toma participaron 51 estudiantes, con una duración breve, ya que al otro día militares del Comando Paraná y efectivos de la Policía Federal irrumpieron la sede de Alameda 106, "haciendo ostentación de armas de fuego, registrándose incluso disparos, sin que se produjeran víctimas", según expresado por estudiantes a El Diario, horas después..Consecuentemente Boeykens fue destituida de su cargo el 11 de mayo de 1974 y reemplazada por la Profesora María Irene Martín. 
Durante el golpe militar denominado Revolución Argentina, Martín había sido promovida de Auxiliar de Docencia a Jefa de Departamento. Durante su mandato, la facultad de Ciencias de la Educación sufrió la mayor expulsión del estudiantado inscripto (cerca del 30%) y también fueron expulsados docentes de la casa.
Su gestión se prolongó desde 1974 hasta 1975 cuando asume Juan Luis Almará. 
El 27 de abril de 1976, es designado Carlos Uzín como decano interventor, producto del golpe militar autodenominado Proceso de Reorganización Nacional. Uzín estuvo involucrado en la “quema de libros” de la facultad, y durante este contexto histórico, político y social fueron desaparecidas y asesinadas cuatro estudiantes y graduadas de la Facultad de Ciencias de la Educación.

### Estudiantes detenidas - desaparecidas

#### Mabel Lucia Fontana
Nació en Estación General Racedo (Crespo), el 21 de septiembre de 1945 y fue detenida el 1° de marzo de 1977. Era miembro de la Juventud Universitaria Peronista (JUP).
Cursó sus estudios secundarios en el Instituto Sagrado Corazón, de Crespo, donde egresó con el Título de Maestra Normal Nacional, en diciembre de 1963. Posteriormente cursó en la Facultad de Ciencias de la Educación (en ese entonces perteneciente a la UNL) entre los años 1965 a 1970, donde egresó con el título de Profesora de Enseñanza Media (Secundaria, Normal, Especial y Técnica) en Ciencias de la Educación en junio del 70. Luego logró la Licenciatura en Ciencias de la Educación (1972). Para esa época su militancia estaba vinculada con el sindicato docente AGMER - Asociación Gremial del Magisterio de Entre Ríos y Dirección Nacional de Educación del Adulto (DINEA).

##### Intervención en un asesinato, detención y desaparición
Para 1975 muchos conocidos de Mabel Fontana ya no daban esperanzas que siguiera con vida, pero la realidad es que seguía bajo la clandestinidad con el nombre de “Ana María Moscato”, junto a su marido, y más tarde con un hijo. 
El 3 de diciembre de 1975 participó del asesinato del general Jorge Esteban Cáceres Monié y de su esposa Beatriz Isabel Sasiain, con quien tenía un hijo. El 3 de diciembre de 1975 Cáceres Monié conducía su camioneta, trasladándose junto con su esposa desde Villa Urquiza hacia la ciudad de Paraná, para lo cual debía atravesar el arroyo Las Conchas. Cuando ambos estaban sentados en la cabina del vehículo ya ubicado sobre la balsa en la que se cruzaba el arroyo y esta había comenzado a moverse, llegó un Ford Falcon que lo embistió, dejándolo parcialmente fuera de la balsa. Del Falcon bajaron cinco personas armadas que los atacaron con armas de fuego, causándoles graves heridas, en tanto el balsero Américo Benavídez se arrojó al arroyo.2A continuación el militar fue sacado de la camioneta y rematado por un hombre y una mujer con un revólver 38.3Los guerrilleros se desplazaron hasta la orilla opuesta, dejaron al militar en la balsa y continuaron en un auto y en la camioneta llevando a su esposa gravemente herida con dos disparos para arrojarla en una profunda zanja a unos 15 kilómetros del lugar, donde por casualidad fue encontrada muerta, posiblemente desangrada, por un lugareño que se desplazaba por allí.
El 1° de marzo de 1977 fue detenida – desaparecida en Constitución, 1.274, departamento 9°A, en San Fernando, Buenos Aires. En el momento de su detención estaba junto a su marido quien tragó la pastilla de cianuro antes de ser llevado por las fuerzas militares. Su hijo Andrés, de tres meses de vida, fue entregado por los secuestradores a unos vecinos.
Fontana fue vista por última vez en el Centro Clandestino de Detención (CCD) El Campito – Guarnición Militar de Campo De Mayo. Tenía 31 años.
La denuncia de su desaparición fue realizada a la CONADEP en 1984, legajo 3.576. Su hijo Andrés La Blunda Fontana recuperó su identidad en 1984, siendo el nieto número 18 restituido por las Abuelas de Plaza de Mayo.

#### Ana María Carolina “Paupe” Araujo

Ana Carolina Araujo, estuiante detenida-desaparecida.

Nació el 8 de octubre de 1952, en Gualeguaychú y fue detenida-desaparecida el 25 de marzo de 1978. Fue militante de la agrupación Montoneros. En 1970 egresó de la Escuela Nacional Olegario V. Andrade, de Gualeguaychú, donde obtuvo el título de Bachiller con Orientación Pedagógica. En 1971 ingresó en la Facultad de Ciencias de la Educación y cursó materias hasta el primer cuatrimestre de 1974, cuando obtuvo el título de profesora que le permitió ingresar a la educación para adultos a través de la Dirección Nacional de Educación del Adulto (DINEA).

##### Desaparición y denuncia
Producto del golpe militar de 1976, sumado a las preocupaciones por la persecución a familiares de estudiantes y militantes en Gualeguaychú, Araujo escapó primero a Santa Fe y más tarde a Buenos Aires, donde pasó a la clandestinidad bajo el pseudónimo de “Estela María Fontana”. Araujo fue detenida-desaparecida el 25 de marzo de 1978 en Buenos Aires cuando tenía 25 años. Con la vuelta a la democracia, la denuncia de su desaparición en la Comisión Nacional sobre la Desaparición de Personas (CONADEP) fue registrada en 1984 con el legajo n° 3.257.

#### Alicia Beatriz Ramirez
Nació el 4 de mayo de 1953 en Paraná, Entre Ríos. Fue una militante de Montoneros asesinada en un barrio residencial de la ciudad de Santa Fe. En el operativo, realizado por el Ejército y la policía provincial, fueron abatidos también su compañero Luis Alberto “Bicho” Fadil, uno de los referentes de la Agrupación de Estudiantes Secundarios (AES) de Entre Ríos, y Mario Oreste Galuppo, compañero de militancia. En el momento del asesinato, Ramírez estaba embarazada de 4 meses.

Alicia Ramírez, estudiante detenida-desaparecida de la FCEdu

Egresó en 1970 de la Escuela Nacional de Comercio J.J. Urquiza, con el título de Perito Mercantil. Ese mismo año ingresó a la Facultad de Ciencias de la Educación donde cursó materias del Profesorado Superior en Ciencias de la Educación hasta el segundo cuatrimestre de 1974. Luego de abandonar sus estudios, trabajó en el Tribunal de Cuentas de la Provincia.

##### Desaparición
Alicia Ramírez fue asesinada el 6 de octubre de 1976 junto a su compañero Luis Alberto Fadil, y a su compañero Mario Oreste Galuppo, en calle Rivadavia N° 7251, Santa Fe, por un operativo de fuerzas conjuntas del Ejército y de la policía de la provincia. Las víctimas, que habrían escapado por el fondo del inmueble, fueron ultimadas por disparos de armas de fuego en la intersección de Avenida Aristóbulo del Valle y Alberti. Los cuerpos fueron trasladados a la morgue del Hospital Piloto (hoy Hospital Provincial Dr. José María Cullen), restituídos a sus familiares y enterrados en el Cementerio Municipal de Paraná, Entre Ríos.

##### Sentencia
En septiembre de 2019 la causan “Balla, Jorge Alberto y otros s/ homicidio agravado por el concurso de dos o más personas (art. 80 inc. 2 y 6 del CP en concurso real)” llevada adelante por el Tribunal Oral de Santa Fe, acompañada por los legajos de la CONADEP N° 0818 y 68740 (fs. 23 y 74, respectivamente), y la Subsecretaría de Derechos Humanos de la Nación declararon que las muertes de Fadil, Ramírez y Galuppo fueron consecuencia del accionar de las Fuerzas Armadas y de seguridad. También en el juicio se destacó que el Comando del II Cuerpo de Ejército realizó un comunicado “oficial” sobre los hechos, que fueron publicados por los diarios La prensa (diario de Buenos Aires), La Nación (Argentina) y La Capital (Rosario) (fs. 27, 29 y 445), relatando un “enfrentamiento” con “elementos extremistas”, secuestrando material de propaganda y diferentes armas, no obrando constancia que se haya aportado prueba alguna para acreditar la veracidad de dichos extremos.

#### Raquel Elsa Díaz
Elsa Díaz o también conocida como “la flaca” nació el 8 de agosto de 1948 en Paraná, Entre Ríos, en el barrio Maccarone. Cursó la escuela primaria en la Escuela N.º 4 Domingo Faustino Sarmiento y la secundaria en la Escuela Normal Superior J. M. Torres de Paraná. En 1967 ingresó a la Facultad de Ciencias de la Educación, y en 1972 obtuvo el título de Profesora de Enseñanza Media (Secundaria, Normal, Especial y Técnica). También se inscribió ese mismo año en la Licenciatura de Ciencias de la Educación. 

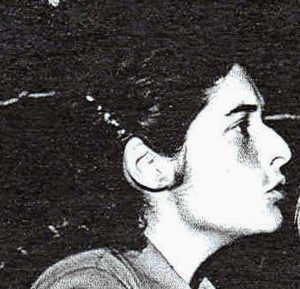
Elsa Díaz, egresada de la FCEdu, asesinada durante la última dictadura cívico militar.

Díaz trabajaba en el Consejo General de Educación de Entre Ríos. A Elsa se la consideraba una militante “Cristiana y Peronista” ya que militó en la Juventud Peronista y en Montoneros y participó activamente de la iglesia católica tercermundista. También fue miembro fundadora del Sindicato de Empleados Públicos de Entre Ríos (Sedapper).

##### Asesinato
Elsa Díaz fue asesinada el 19 de agosto de 1976 en Santa Fe, en el barrio Roma cuando escapaba del ejército.8 Díaz era la responsable de un grupo de militantes que fueron desaparecidos entre el 19 y 21 de agosto. Seis de ellos militaban en la Unión de Estudiantes Secundarios (UES): Alberto Solé, Néstor Hugo Cherry, Carlos Miguel Pepe, Norberto Aldo Partida, Luis Alberto Verdú y Ángel Eduardo Fiocchi, y por otro lado, el profesor de filosofía Alberto Tomás Velzi (nacido en Villa Elisa, Colón, Entre Ríos).
Elsa Díaz tenía 28 años. Sus restos fueron recuperados por su familia y se encuentran en el Cementerio Municipal de Paraná. La denuncia fue realizada en 2014.

## Baldosas por la Memoria

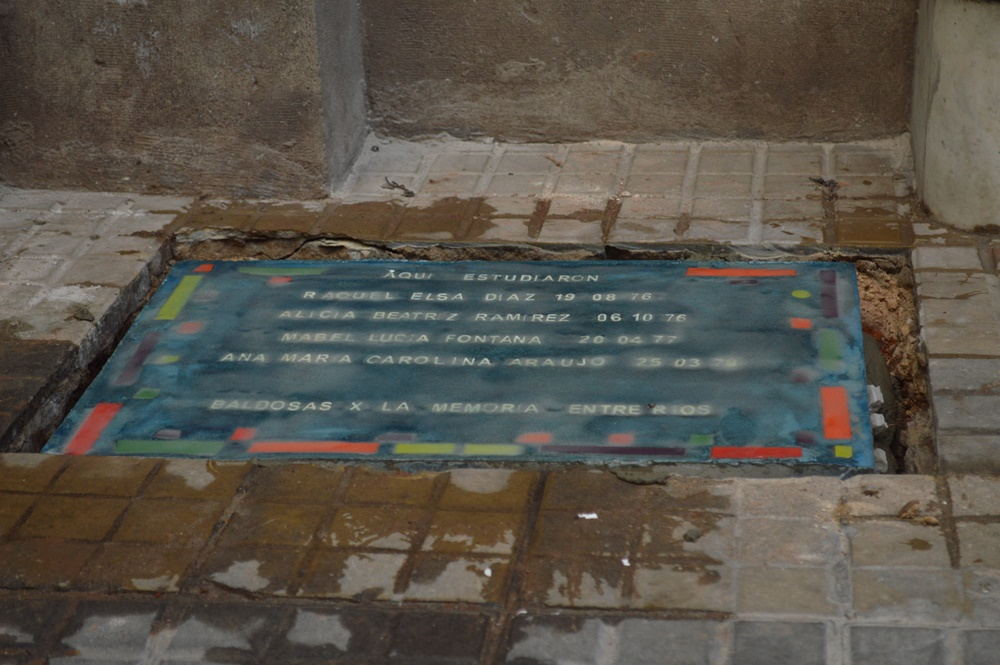
Baldosa por la Memoria, ubicada en calle Alameda de la Federación 106.

El 22 de marzo de 2018 la Facultad de Ciencias de la Educación se sumó al programa “Baldosas por la Memoria” llevado adelante en la provincia por el Registro Único de la Verdad. Con la consigna “aquí estudiaron” se homenajeó a Elsa Diaz, Mabel Fontana, Ana Araujo y Alicia Ramírez, estudiantes y graduadas desaparecidas de dicha casa de estudios. Además se encuentran en el archivo de la facultad los cuatro legajos personales de las estudiantes detenidas-desaparecidas. Actualmente son custodiados por la institución bajo la Resolución «075/18» del Consejo Directivo de la Facultad.

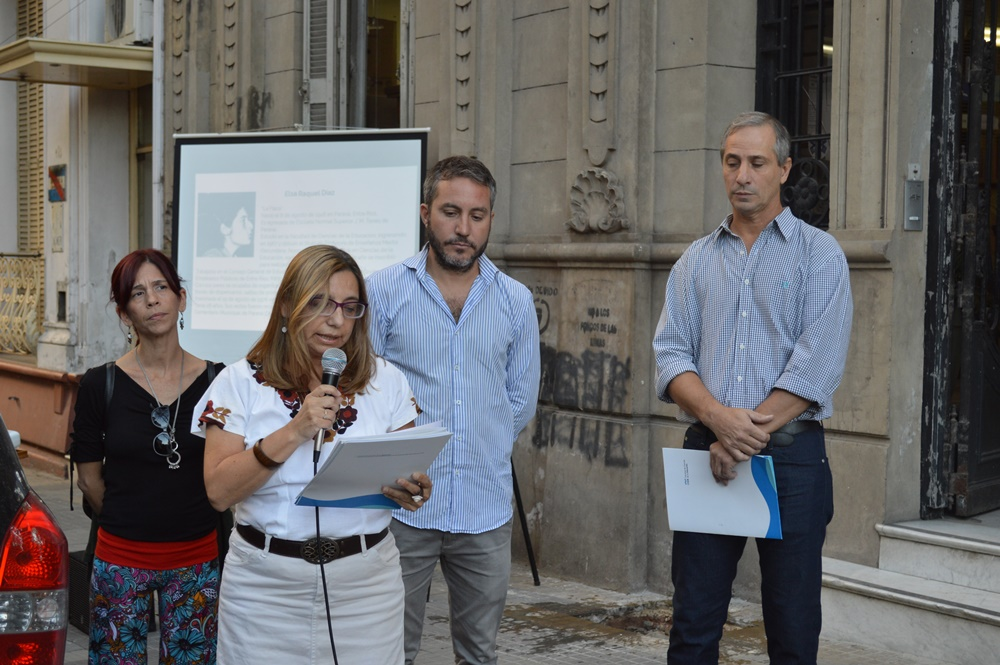
Autoridades de la Facultad en conjunto con el abogado Marcelo Boeykens.

## Oferta académica

### Carreras de Pregrado y Grado

#### Licenciatura en Comunicación Social
Con mención en Comunicación y Educación, Comunicación y Procesos Culturales o Periodismo.
5 años | Cursada presencial.

#### Tecnicatura en Comunicación Social
Es un título intermedio de la Licenciatura.
Con orientación en Audio, Gráfica, Imagen o Redacción.
3 años | Cursada presencial.

#### Profesorado en Comunicación Social
Es un título al que se puede aspirar una vez finalizada la Licenciatura.
2 años | Cursada presencial.

#### Licenciatura en Ciencias de la Educación
Con orientación en Comunicación, Lenguajes y Medios o Política y Gobierno de la Educación.
5 años | Cursada presencial.

#### Profesorado en Ciencias de la Educación
5 años | Cursada presencial.

#### Tecnicatura en Gestión Cultural
3 años | Cursada bimodal (virtual y presencial).

#### Tecnicatura en Producción Editorial
3 años | Cursada bimodal (virtual y presencial).
Carrera a término.

#### Licenciatura en Análisis e Intervención en Instituciones Educativas
2 años | Cursada bimodal (virtual y presencial).
Carrera a término.

#### Licenciatura en Educación Inicial
3 años | Cursada bimodal (virtual y presencial).
Carrera a término.

#### Licenciatura en Educación Primaria
3 años | Cursada bimodal (virtual y presencial).
Carrera a término.

### Carreras de Posgrado

#### Doctorado en Ciencias Sociales
Dictado en conjunto con la Facultad de Trabajo Social y la Facultad de Ciencias Económicas de la UNER.
Abierta la inscripción para nueva cohorte 2017.

## Investigación
A través de líneas de investigación en comunicación y educación, la FCEDU contribuye a la producción de conocimiento y el avance científico en la región y el país. Sus temáticas son del campo de la comunicación, la cultura y la educación en sus distintos cruces interdisciplinares.

## Extensión
La FCEDU tiene gran trayectoria y experiencia en la vinculación con el medio social a través de proyectos de extensión y eventos culturales.
Cuenta con el Departamento de la Mediana y Tercera Edad, creado en 1984 por iniciativa de la Prof. Yolanda Darrieux de Nux quien se inspiró en experiencias europeas similares —especialmente en la del Prof. Pierre Vellas, organizador de la primera Universidad de la Tercera Edad en la Universidad de Ciencias Sociales de Toulouse France o Universidad del Tiempo Libre en la década del 70. El Departamento es pionero en trabajos con adultos mayores entre las universidades a nivel nacional y con el transcurrir de los años cosechó el reconocimiento de sus pares y obtuvo la representación en las principales asociaciones internacionales, recibiendo apoyo permanente de la Asociación Universitaria de la Mediana y Tercera Edad. En el marco de esta iniciativa se entiende a los adultos mayores como sujetos de derecho y por esta razón se busca fortalecer sus potencialidades mediante el ofrecimiento de una variada propuesta de talleres, cursos y actividades culturales, por intermedio de las cuales se pretende dar lugar al surgimiento de nuevos proyectos individuales y grupales.
A su vez, el Área de Comunicación Comunitaria, creada en el año 2004 por iniciativa de un grupo de docentes, egresados y estudiantes, impulsa a nivel local el desarrollo de los campos profesionales de la Comunicación Social y la Educación en contextos comunitarios, a partir de sus propias inserciones en entornos como las cárceles de Paraná, vecinales, organizaciones sociales y otros espacios.

## Publicaciones
La Facultad de Ciencias de la Educación cuenta con publicaciones científicas y sobre diversos temas de interés en el campo de la Educación y la Comunicación. Actualmente se publican con periodicidad las revistas científicas El Cardo, Del prudente saber y Educación y Vínculos.